# Bahnstrecke Miltenberg West–Wertheim
Koordinaten: 49° 45′ 21,6″ N, 9° 10′ 31,1″ O
| Streckennummer (DB): | 5224                 |                                                          |                                                          |
| Kursbuchstrecke (DB): | 781 (bis 2007: 802)  |                                                          |                                                          |
| Kursbuchstrecke: | 416e (1946)          |                                                          |                                                          |
| Streckenlänge: | 32,802 km            |                                                          |                                                          |
| Spurweite: | 1435 mm (Normalspur) |                                                          |                                                          |
| Streckenklasse: | D4                   |                                                          |                                                          |
| Streckengeschwindigkeit: | 100 km/h             |                                                          |                                                          |
| Zugbeeinflussung: | PZB                  |                                                          |                                                          |
| |                      |                                                          |                                                          |
| \| \| \| von Aschaffenburg Hbf \| \| \| \| \| von Seckach \| \| \| \| 0,000 \| Miltenberg Bft \| Miltenberg Bft \| \| \| 0,425 \| Miltenberg West \| Miltenberg West \| \| \| \| nach Miltenberg Hbf \| \| \| \| 0,869 \| Eisenbahnbrücke über den Main (Miltenberg) (185 m) \| Eisenbahnbrücke über den Main (Miltenberg) (185 m) \| \| \| 1,577 \| Miltenberg (bis 1977 Miltenberg Nord) \| 138 m \| \| \| 3,60 \| Bürgstadt \| Bürgstadt \| \| \| 9,292 \| Freudenberg-Kirschfurt (bis 2008 Freudenberg (Main)) \| Freudenberg-Kirschfurt (bis 2008 Freudenberg (Main)) \| \| \| 13,529 \| Collenberg (ehem. Bf, bis 2008 Reistenhausen-Fechenbach) \| Collenberg (ehem. Bf, bis 2008 Reistenhausen-Fechenbach) \| \| \| 17,894 \| Dorfprozelten \| Dorfprozelten \| \| \| 20,434 \| Stadtprozelten \| Stadtprozelten \| \| \| 22,808 \| Faulbach (Main) \| Faulbach (Main) \| \| \| 25,930 \| Grünenwört \| Grünenwört \| \| \| 28,150 \| Hasloch (Main) (ehem. Bf) \| Hasloch (Main) (ehem. Bf) \| \| \| 28,806 \| Mainbrücke Hasloch (244 m) \| Mainbrücke Hasloch (244 m) \| \| \| \| Anschluss Mainhafen Wertheim \| \| \| \| 29,703 \| Wertheim-Bestenheid (bis 2008 Wertheim Glashütte) \| Wertheim-Bestenheid (bis 2008 Wertheim Glashütte) \| \| \| \| Anschluss Winterhafen Wertheim (900 m) \| \| \| \| 32,802 \| Wertheim \| 144 m \| \| \| \| nach Lohr Bahnhof \| \| \| \| \| nach Lauda \| \| \| \| \| \| \| \| Quellen: [1][2][3] \| \| \| \| |                      |                                                          |                                                          |
| Strecke |                      | von Aschaffenburg Hbf                                    | von Aschaffenburg Hbf                                    |
| Abzweig geradeaus und von rechts |                      | von Seckach                                              | von Seckach                                              |
| Dienststation / Betriebs- oder Güterbahnhof | 0,000                | Miltenberg Bft                                           | Miltenberg Bft                                           |
| Blockstelle | 0,425                | Miltenberg West                                          | Miltenberg West                                          |
| Abzweig geradeaus und ehemals nach rechts |                      | nach Miltenberg Hbf                                      | nach Miltenberg Hbf                                      |
| Brücke über Wasserlauf | 0,869                | Eisenbahnbrücke über den Main (Miltenberg) (185 m)       | Eisenbahnbrücke über den Main (Miltenberg) (185 m)       |
| Bahnhof | 1,577                | Miltenberg (bis 1977 Miltenberg Nord)                    | 138 m                                                    |
| ehemaliger Bahnhof | 3,60                 | Bürgstadt                                                | Bürgstadt                                                |
| Haltepunkt / Haltestelle | 9,292                | Freudenberg-Kirschfurt (bis 2008 Freudenberg (Main))     | Freudenberg-Kirschfurt (bis 2008 Freudenberg (Main))     |
| Haltepunkt / Haltestelle | 13,529               | Collenberg (ehem. Bf, bis 2008 Reistenhausen-Fechenbach) | Collenberg (ehem. Bf, bis 2008 Reistenhausen-Fechenbach) |
| Haltepunkt / Haltestelle | 17,894               | Dorfprozelten                                            | Dorfprozelten                                            |
| Bahnhof | 20,434               | Stadtprozelten                                           | Stadtprozelten                                           |
| Haltepunkt / Haltestelle | 22,808               | Faulbach (Main)                                          | Faulbach (Main)                                          |
| ehemaliger Haltepunkt / Haltestelle | 25,930               | Grünenwört                                               | Grünenwört                                               |
| Haltepunkt / Haltestelle | 28,150               | Hasloch (Main) (ehem. Bf)                                | Hasloch (Main) (ehem. Bf)                                |
| Brücke über Wasserlauf | 28,806               | Mainbrücke Hasloch (244 m)                               | Mainbrücke Hasloch (244 m)                               |
| Abzweig geradeaus und von rechts |                      | Anschluss Mainhafen Wertheim                             | Anschluss Mainhafen Wertheim                             |
| Haltepunkt / Haltestelle | 29,703               | Wertheim-Bestenheid (bis 2008 Wertheim Glashütte)        | Wertheim-Bestenheid (bis 2008 Wertheim Glashütte)        |
| Abzweig geradeaus und ehemals von links |                      | Anschluss Winterhafen Wertheim (900 m)                   | Anschluss Winterhafen Wertheim (900 m)                   |
| Bahnhof | 32,802               | Wertheim                                                 | 144 m                                                    |
| Abzweig geradeaus und ehemals nach links |                      | nach Lohr Bahnhof                                        | nach Lohr Bahnhof                                        |
| Strecke |                      | nach Lauda                                               | nach Lauda                                               |
| |                      |                                                          |                                                          |
| Quellen: |                      |                                                          |                                                          |

Die Bahnstrecke Miltenberg West–Wertheim ist eine Nebenbahn in Bayern und Baden-Württemberg. Sie zweigt in Miltenberg von der Bahnstrecke Aschaffenburg–Miltenberg ab und führt durch das Maintal nach Wertheim. Der Personenverkehr auf der Strecke wird von der Westfrankenbahn als Teil der Verbindung Aschaffenburg–Wertheim betrieben, die von ihr als Maintalbahn bezeichnet wird.

## Geschichte

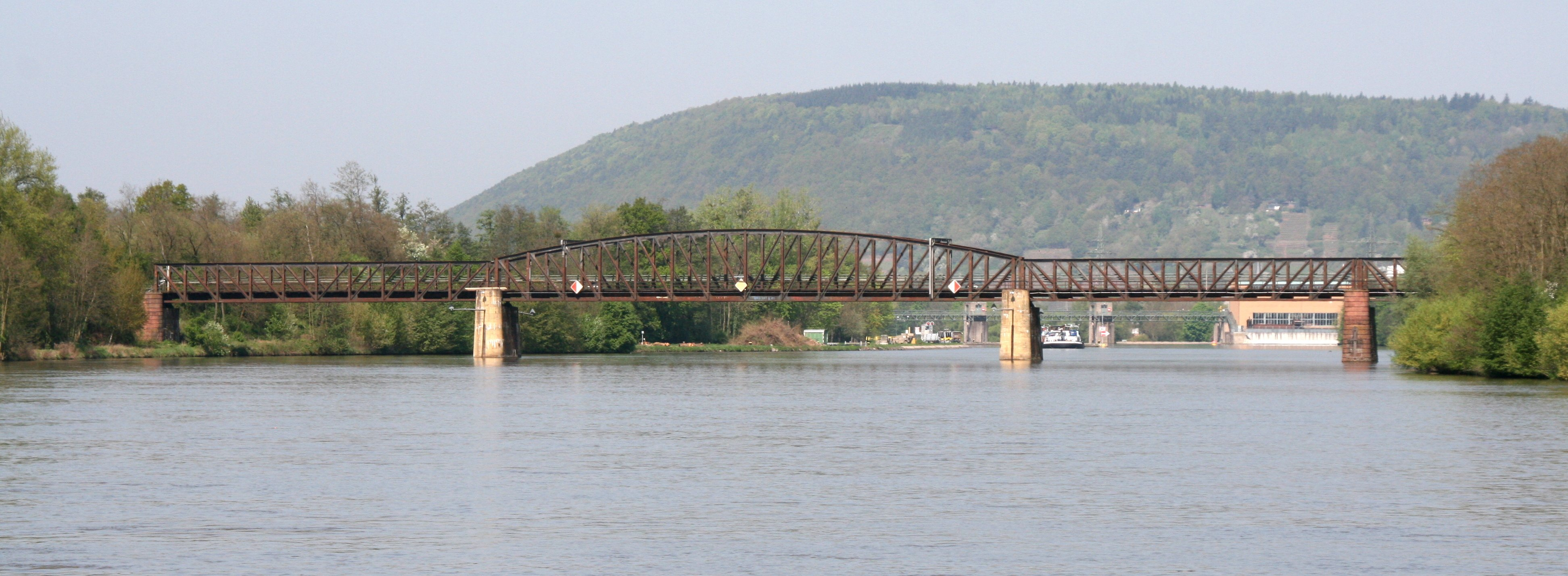
Brücke über den Main in Miltenberg (April 2009)

Streckenverlauf in Miltenberg

Miltenberg wurde von den Königlich Bayerischen Staatseisenbahnen 1876 mit der Hauptbahn Aschaffenburg–Miltenberg an das Eisenbahnnetz angeschlossen. Dafür wurde am westlichen Rand der Miltenberger Altstadt ein Kopfbahnhof gebaut, der später den Namen Miltenberg Hbf bekam. Dort begann früher auch die Strecke nach Seckach.
Die Strecke nach Wertheim zweigt nördlich des Bahnhofs Miltenberg von der Strecke aus Aschaffenburg ab, wofür eine Eisenbahnbrücke über den Main gebaut werden musste. Der erste Abschnitt bis Stadtprozelten wurde am 21. Mai 1906 in Betrieb genommen. Die gesamte Strecke nach Wertheim wurde am 1. Oktober 1912 eröffnet. Das letzte Teilstück von 3,85 Kilometern Länge war damals Eigentum der Großherzoglich Badischen Staatseisenbahnen. Wertheim war schon seit 1868 mit Lauda und seit 1881 mit Lohr am Main verbunden. In dieser Zeit wurde auf dem rechten Mainufer der Durchgangsbahnhof Miltenberg Nord gebaut, der Bahnhof an der Strecke von Aschaffenburg kann von Wertheim nicht direkt erreicht werden.
Am 10. Juni 1994 um 5:10 Uhr wurde der Bahnhof Reistenhausen-Fechenbach in einen unbesetzten Haltepunkt umgewandelt und die Stellwerks- und Signalanlagen außer Betrieb genommen.
Zwischen den 1950er und den 1970er Jahren hielten in Miltenberg Nord durchgehende Eilzugverbindungen in der Relation Bodensee–Crailsheim–Aschaffenburg–Frankfurt (Main) Hauptbahnhof.
Der Hauptbahnhof Miltenberg wurde im Sommer 1977 für den Reiseverkehr geschlossen und diente fortan nur noch dem Güterverkehr. Die Züge des Personenverkehrs halten seitdem ausschließlich am früheren Bahnhof Miltenberg Nord, der seitdem Miltenberg heißt. Seither fahren auch die Reisezüge von Seckach zum ehemaligen Nordbahnhof.
Ab den 2010er Jahren wurde die Leit- und Sicherungstechnik durch den Bau von elektronischen Stellwerken erneuert. Dabei wurde das Betriebsverfahren auf „Signalisierter Zugleitbetrieb mit elektronischem Stellwerk nach Ril 437 (SZB-E)“ umgestellt. Der Bedienplatz befindet sich in Miltenberg. Mit der Erneuerung der Stellwerkstechnik wurde die Streckenhöchstgeschwindigkeit von 80 km/h auf 100 km/h erhöht, außerdem wurde die Strecke mit vereinfachtem Zugfunk (VZF95) ausgestattet. Inzwischen ist die von Scheidt & Bachmann gelieferte Stellwerkstechnik (ZSB 2000) auch nach „Fahrdienstvorschrift DB Ril 408“ zugelassen, eine Umstellung auf das frühere Betriebsverfahren ist für die nächsten Jahre geplant. 
Durch die technische Sicherung bisher nur mit Pfeiftafeln und Andreaskreuz gesicherter Bahnübergänge konnte die Geschwindigkeit auf einigen Streckenabschnitten in den vergangenen Jahren weiter gesteigert werden. In den nächsten Jahren sind weitere Maßnahmen im Bereich Faulbach/ Bürgstadt geplant.
In Faulbach soll außerdem das Ladegleis des damaligen Kieswerks für den dort neu angesiedelten Autoaufbereiter reaktiviert werden.

## Unfälle
Am Donnerstag, den 9. Juni 2005 ereignete sich an einem Bahnübergang in Bestenheid, einem Stadtteil von Wertheim, ein Zugunfall. Auf dem automatisierten Bahnübergang hatte um 12:30 Uhr ein LKW mit einem styroporbeladenen Anhänger angehalten, um dort zu rangieren. Kurz darauf kam Regional-Express 4928 aus Aschaffenburg in Richtung Crailsheim. Durch die Kollision fingen der Anhänger und ein Teil des Zuges Feuer. Es wurde niemand verletzt, da der Triebfahrzeugführer sich und die Reisenden in den hinteren Teil des Zuges retten konnte. Der Sachschaden belief sich nach Schätzungen auf rund eine Million Euro.

## Aktuelle Situation
Der Personenverkehr auf der Strecke wird von der Deutsche-Bahn-Tochter Westfrankenbahn betrieben; die Strecke war dabei schon öfters von Stilllegungsabsichten betroffen, die aber nicht umgesetzt wurden. Durch den Fahrradtourismus im Main- und Taubertal erfreut sich die Strecke wieder größerer Beliebtheit und wurde in den letzten Jahren aufwändig erneuert. Die Regional-Express-Züge verkehren alle zwei Stunden als Main-Tauber-Express durchgehend von Aschaffenburg über Miltenberg und Wertheim bis Crailsheim. Sie werden ausschließlich mit Dieseltriebwagen der Baureihe 642 gefahren.

## Deutschland-Takt
Im Zielfahrplan des Deutschland-Takts ist geplant, die Regionalexpresslinie anstatt nach Aschaffenburg über Seckach nach Mosbach durchzubinden. In Miltenberg ist ein Taktknoten mit Umsteigemöglichkeit zwischen dieser Linie und den fast zeitgleich eintreffenden Regionalexpress-Zügen aus Frankfurt am Main über Aschaffenburg vorgesehen.